# Degerby församling
Degerby församling är en tidigare evangelisk-luthersk församling i Degerby kommun, som numera ingår i Ingå kommun i Finland. Församlingens huvudkyrka var Degerby kyrka.

## Historia
Degerby församling grundades som en predikohusförening år 1746 när en träkyrka byggdes i Degerby. Predikohusföreningen fick en egen präst år 1757. År 1864 blev Degerby en kapellförsamling under Ingå församling och nästan 60 år senare, år 1923, blev församlingen självständig.
Degerby prästgård, som var predikantens bostad, brann den 15 mars 1833, vilket resulterade i att en stor del av kyrkans inventarier förstördes. Degerby församlings historieböcker börjar först år 1865, trots att församlingen hade haft en egen predikant sedan år 1757.
Degerby församling upphörde att existera den 1 januari 1950 då den slogs samman med Ingå församling. I enlighet med Mellanfreden i Moskva som avslutade Fortsättningskriget, arrenderade  Sovjetunionen år 1944 Porkalaområdet av Finland i 50 år för fem miljoner mark. Två tredjedelar av Kyrkslätt, en tredjedel av Sjundeå och nästan hela Degerby kommun ingick i det utarrenderade Porkalaområdet. Eftersom den största delen av Degerby kommun befann sig på den ryska sidan av gränsen, kunde  kommunen inte fortsätta som en självständig kommun och den den 1 januari 1946 slogs den samman med Ingå kommun.

## Präster
Detta är en ofullsändig lista över präster i Degerby församling:

### Kyrkoherdar
- Arvid Wigge (1923-1950)

### Kaplaner
- Johan Emil Telenius (1864–1869)
- Mauritz Hultman (1871–1874)
- Karl Mikael Erenius (1881–1904)
- Erik Gabriel Ljufström (1905–1910)

Mellan 1904 och 1905 sköttes Degerbys kaplanstjänst av präster från Ingå .

### Predikanter
- Anders Vilhelm Fagerlund (1802–1817)
- Lars Johan Borgström (1813–1825)
- Lorenz Reinhold Numander (1825–1847)
- Frans Josef Vadén (1848–1854)
- Johan Gustaf Mannelin (1854–1864)

### Övriga präster
- Anders Dahl, interimspredikant (1801–1802)
- Frans Josef Vadén, predikantsvikarie, tf. predikant (1842–1848)
- Karl Emil Litzell, tf. predikant (1854)
- Viktor Reinhold Ingman, tf. predikant (1876–1881)